# Erie (Illinois)
Erie és una població dels Estats Units a l'estat d'Illinois. Segons el cens del 2000, tenia 1.589 habitants.

## Demografia
Segons el cens del 2000, Erie tenia 1.589 habitants, 630 habitatges i 466 famílies. La densitat de població era de 438,2 habitants/km².
Dels 630 habitatges en un 33,5% vivien nens de menys de 18 anys, en un 61,4% vivien parelles casades, en un 8,6% dones solteres, i en un 26% no eren unitats familiars. En el 23,7% dels habitatges vivien persones soles, el 13,7% de les quals corresponia a persones de 65 anys o més que vivien soles. El nombre mitjà de persones que vivien en cada habitatge era de 2,52 i el nombre mitjà de persones que vivien en cada família era de 2,98.
Per edats la població es repartia de la següent manera: un 26% tenia menys de 18 anys, un 7,6% entre 18 i 24, un 26,3% entre 25 i 44, un 22,8% de 45 a 60 i un 17,3% 65 anys o més.
L'edat mediana era de 39 anys. Per cada 100 dones de 18 o més anys hi havia 87,6 homes.
La renda mediana per habitatge era de 41.806 $ i la renda mediana per família, de 46.435 $. Els homes tenien una renda mediana de 35.000 $ mentre que les dones, de 21.447 $. La renda per capita de la població era de 18.775 $. Aproximadament el 4,7% de les famílies i el 5,1% de la població estaven per davall del llindar de pobresa.

## Poblacions més properes
El següent diagrama mostra les poblacions més properes.